# مربى
الفاكهة المحفوظة هي مكون معد من الفاكهة والخضار والسكر وغالباً ما يتم تخزينه في مرطبانات زجاجية.
يتم إعداد العديد من أنواع الفواكه المحفوظة على مستوى العالم، بما في ذلك الفاكهة المحفوظة بالتسكير، مثل تلك المصنوعة من الفراولة أو المشمش وأيضا المعلبات اللذيذة مثل تلك التي تحتوى على الطماطم أو القرع. وتحدد المكونات المستخدمة وكيفية إعدادها نوع المحفوظات سواء كانت مربى الفاكهة أو الجيلي أو مربى البرتقال وكلها أمثلة على الأنواع المختلفة من الفواكه المحفوظة التي تتنوع باختلاف الثمار المستخدمة. وفي اللغة الإنجليزية، يتم استخدام الكلمة في صيغة الجمع «الأطعمة المحفوظة» لوصف جميع أنواع المربي والجيلي.

## المربيات
المرملاد منتج قابل للنشر محضر من لب الحمضيات أو روبتها أو عصيرها أو المستخلص المائي منها أو قشورها مع السكر ينبغي أن يحتوي (1 كغ) من المنتج 200 غ على الأقل من الفاكهة الحمضية (75 غ منها من غلاف الثمرة الداخلي endocarp) و % 60 وزنا مادة صلبة ذوابة. وإضافة بكتين الفاكهة والنشاء أمر معهود. ولتحضير المرملاد تغلي الفاكهة الطازجة، أو المركبات المتوسطة، كاللب أو الروبة، في قدر مفتوح في الضغط الجوي (تصل درجة الحرارة إلى 105 ° م) أو في وعاء مغلق تحت ضغط مخفف (65-80 ° م) مع إضافة السكر (عادة يضاف على دفعتين). بشكل عام تحرى العملية الثنائية على مستوى صناعي. تستعاد. مواد الرائحة من البخار وتعاد بشكل متكاثف قبل التعبئة. يجري التحكم آليا بالمحتوى من المادة الصلبة وال pH أثناء الغليان. وتضاف مكونات أخرى (عوامل التهلم وقطر النشاء والحموض) قبل انتهاء التعقد بالغليان. تعين نهاية الغليان. مقیاس انکسار (يستغرق عادة الغليان نحو 15-30 دقيقة) يصب عندها المرملاد الساخن (70-75 ° م) في الأوعية المناسبة.
المربی Jams
يصنع المربى ويحضر عادة من نوع واحد من الفاكهة، ويغلظ قوامه بالغليان والتحريك المستمر للفاكهة الكاملة أو المقطعة شرائح، أو المادة النيئة الطازجة المخزنة أو لب الفاكهة. ويحضر المربي العادي من روبة الفاكهة بالغليان تحت التفريغ في 65-280م، مما يوفر ميزة الحفاظ على الرائحة واللون.
أما السلبيات فهي غياب انقلاب السكروز والتكرمل المتدني، تنتج هذه التفاعلات النكهة المميزة الأنواع المربي المحضر بالغليان في قدر مفتوح (T : ° 105 م). تعدل قيمة pH الأمثل اللازمة للتهلم وهي 3، بإضافة واحد من هذه الحموض: حمض اللاكتيك أو حمض السيتريك أو حمض الطرطريك، عند اللزوم.

### هلامي

يصور هذا الرسم جزيء البكتين. تتحد هذه الجزيئات لتكوين الشبكة المسؤولة عن صنع الهلام.

في أمريكا الشمالية، جيلي أو وهلام (من الفرنسي gelée)  يشير بشكل حصري إلى انتشار واضح أو الفاكهة شفافة مصنوعة من الفاكهة المحلاة (أو الخضار) عصير بالتالي متباينة من المربى باستبعاد الفاكهة اللحم ويتم تعيين باستخدام لها بشكل طبيعي يحدث البكتين، في حين أن الهلام خارج أمريكا الشمالية يشير في كثير من الأحيان إلى الحلوى القائمة على الجيلاتين،  الرغم من استخدام المصطلح أيضًا للإشارة إلى انحشار الورق مثل الكشمش الأسود والتفاح. في المملكة المتحدة، يعد هلام الكشمش الأحمر بهارًا يتم تقديمه غالبًا مع اللحوم.
البكتين ضروري لتكوين الهلام لأنه يعمل كعامل تبلور، مما يعني أنه عندما تتحد سلاسل البكتين، فإنها تخلق شبكة تؤدي إلى الهلام. تعتمد قوة وفعالية السلاسل الجانبية والروابط التي تشكلها على الرقم الهيدروجيني للبكتين، ويكون الرقم الهيدروجيني الأمثل بين 2.8 و 3.2.

يمكن إضافة البكتين الإضافي حيث لا توفر الفاكهة الأصلية ما يكفي، على سبيل المثال مع العنب. يمكن صنع الهلام من مكونات حلوة أو مالحة أو ساخنة. يتم تصنيعه بعملية مماثلة لتلك المستخدمة في صنع المربى مع الخطوة الإضافية لتصفية لب الفاكهة بعد التسخين الأولي. عادة ما يتم استخدام كيس الهلام من الشاش أو الجورب كمرشح. من المهم عدم محاولة فرض عملية الشد، على سبيل المثال عن طريق الضغط على كتلة الفاكهة في الشاش، أو سيتم اختراق وضوح الهلام الناتج. يمكن أن يأتي الهلام بمجموعة متنوعة من النكهات مثل هلام العنب، جيلي الفراولة، الفلفل الحار، وغيرها. يؤكل عادة مع مجموعة متنوعة من الأطعمة. يشمل ذلك الهلام مع الخبز المحمص أو زبدة الفول السوداني وشطيرة الهلام.
يعتبر الهلام الجيد واضحًا وبراقًا وله نكهة طازجة من الفاكهة التي يصنع منها. إنه رقيق بما يكفي للارتجاف عند تحريكه، ولكنه يحمل زوايا عند قطعه. من الأفضل استخراج البكتين من الفاكهة بالحرارة، لذلك قم بطهي الفاكهة حتى تصبح طرية قبل إجهادها للحصول على العصير. صب الفاكهة المطبوخة في كيس جيلي تم انتزاعه من الماء البارد. أغلق الخط واتركه يصفى. عند توقف التنقيط، قد يتم عصر الكيس لإزالة العصير المتبقية  
في كندا، تصنف لوائح الغذاء والدواء من قانون الغذاء والدواء الكندي الهلام إلى نوعين: الهلام والهلام مع البكتين. يمكن صنع الهلام من الفاكهة أو عصير الفاكهة أو عصير الفاكهة المركز، ويجب أن يحتوي على 62٪ على الأقل من المواد الصلبة القابلة للذوبان في الماء. قد يحتوي الهلام على مكون حمض يعوض عن أي نقص في الحموضة الطبيعية للفاكهة، وكيميائية لضبط درجة الحموضة، و / أو عامل مضاد للرغوة. يجب أن يصنع الجيلي مع البكتين بحد أدنى 62 ٪ من المواد الصلبة القابلة للذوبان في الماء وعصير 32 ٪ على الأقل من الفاكهة المسماة.

## مصطلحات إقليمية
يستخدم مصطلح «الأطعمة المحفوظة» بالتبادل مع مصطلح «المربى». وتُعرف بعض كتب الطبخ المحفوظات على أنها قطع كاملة من الفاكهة المطبوخة (أو الخضروات) المضاف إليها مادة جيلاتينية، والتي تتضمن قدراً كبيرًا من الفاكهة. وفي الدول الناطقة باللغة الإنجليزية، يوجد فرق واضح بين المصطلحين. أما عندما لا يكون الأمر كذلك، فإن المصطلح العام الأكثر شيوعًا هو «المربى».
يتم استخدام اللفظة المفردة من المصطلح كاسم جماعي للمربى ذات المحتوى الكبير من الفاكهة وغالبًا ما يكون ذلك لأغراض تسويقية. وبالإضافة إلى ذلك، فإن اسم نوع الفاكهة المحفوظة سيختلف أيضًا وفقًا للمتغير الإقليمي للغة الإنجليزية المستخدمة.

## اختلافات

### تشيونغ

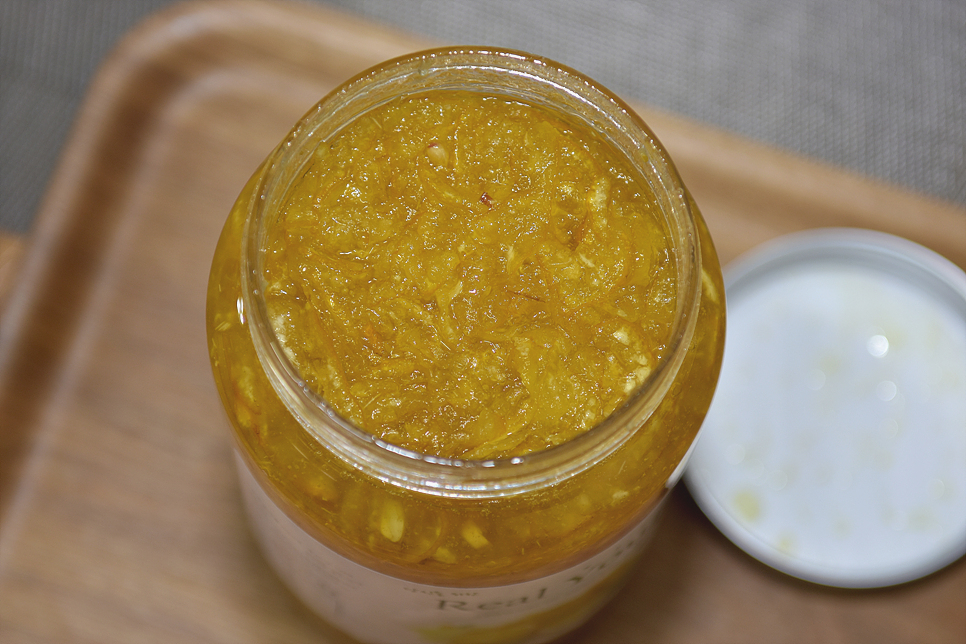
يوجا تشيونغ (يوجا محفوظة)

تشيونغ عديد من الأطعمة المحلاة على شكل شراب ومربى البرتقال ومعلبات الفاكهة في المطبخ الكوري. يتم استخدامه كقاعدة شاي، كبديل للعسل أو السكر في الطهي
توجد أصناف سائلة مثل maesil-cheong (شراب البرقوق)، وأصناف تشبه المربى مثل yuja- cheong (yuja marmalade)، وأصناف تشبه الحفظ مثل mogwa-cheong (سفرجل محفوظ).
Konfyt (الأفريكانية: «مربى» أو «مربى فاكهة» ) هو نوع من المربى يؤكل في الجنوب الأفريقي.   يتم ذلك عن طريق غلي الفاكهة أو الفواكه المختارة (مثل الفراولة والمشمش والبرتقال والليمون والبطيخ والتوت والخوخ والكمثرى الشائك أو غيرها) والسكر، وإضافة كمية صغيرة من الزنجبيل بشكل اختياري لتعزيز نكهة. أصول المربى غامضة ولكن من المفترض أنها جاءت من الفرنسيين. ويستند كلمة أيضا على كونفيتوري الفرنسي المدى عبر confijt الهولندية (بمعنى الفاكهة المسكرة).

### تشاتني
لفظ الصلصة يطلق على نكهة ذات أصل هندي مصنوع من الفواكه والتوابل والأعشاب. وعلى الرغم من أنها في الأساس صنعت لتناولها فور إعدادها، إلا أنه غالباً ما يتم تصنيع الصلصات الحديثة ليتم بيعها، لذا تحتاج إلى إضافة مواد حافظة - وهي غالباً السكر والخل - لضمان أن يكون لها فترة صلاحية مناسبة للتخزين. فعلى سبيل المثال، صلصة المانجو هي مانجو ضامرة بإضافة السكر.

### طهي الطعام على نار هادئة
على الرغم من استخدام صيغة التصريف الثالث للفعل الفرنسي الذي يعني «الحفظ» للإشارة إلى حفظ اللحوم ، إلا أنه يستخدم أيضا مع الفاكهة أو الخضروات المُعدة والمطبوخة مع العسل أو السكر حتى تتخذ قوام المربى. وقد يستلزم الأمر إضافة زيتاً مالحاً، مثل زيت الزيتون البكر، كعامل لحفظ المأكولات فاتحة الشهية مثل تلك المطهية مع الثوم أو الشمر.

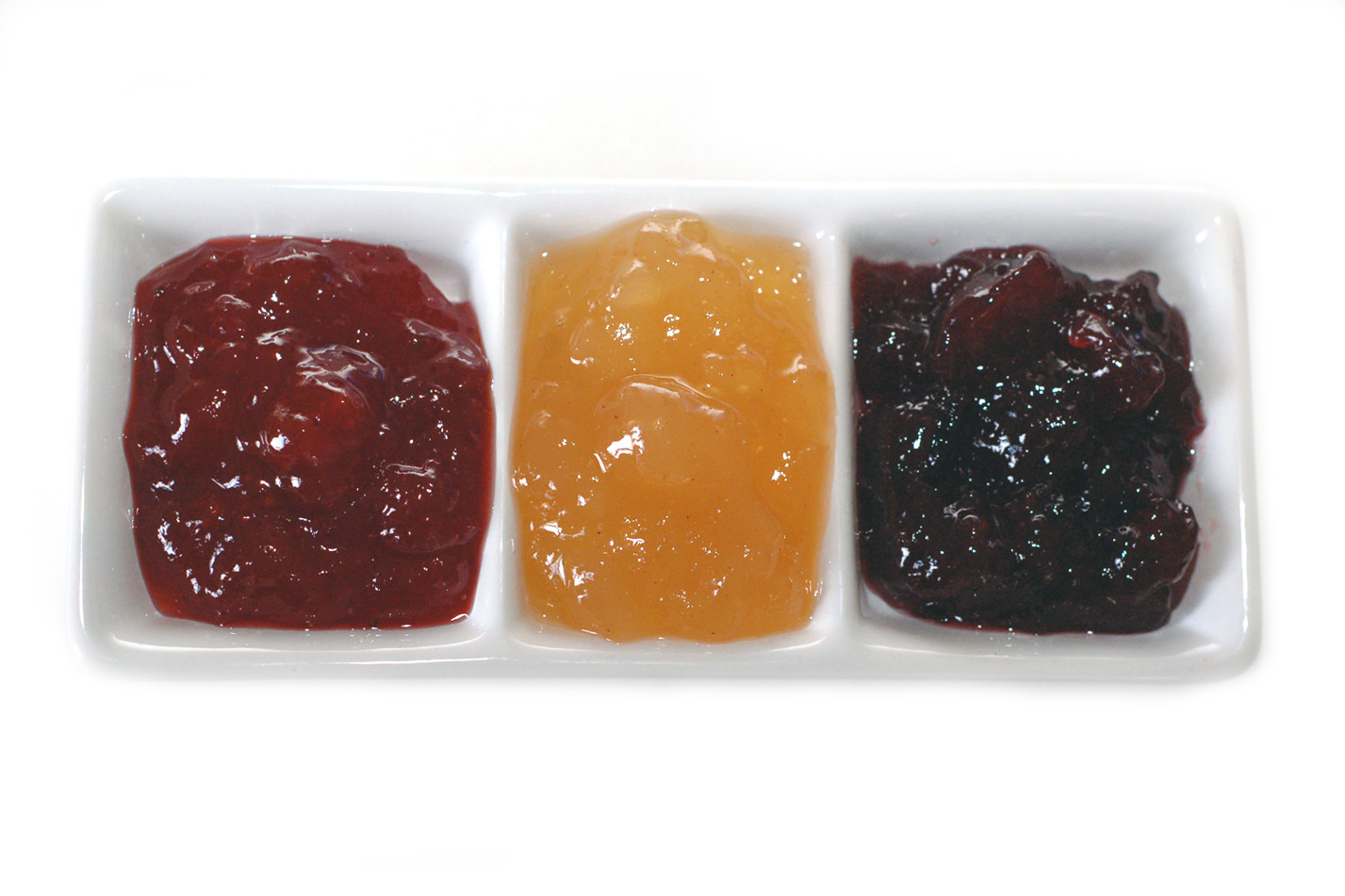
ثلاثة أنواع من المربى.

## الطريقة العامة للتحضير
1. تقطيع الفاكهة وقد توضع كاملة.
2. إضافة كمية من السكر تختلف باختلاف الفاكهة ودرجة نضجها.
3. وضع الكل في قدر على نار خفيفة.

بعد ذلك ستصبح المكونات عبارة عن سائل كثيف القوام، يتم وضعه في أوانٍ زجاجية. ويتناول مع الخبز إلى جانب الشاي أو القهوة أو الحليب.
مربى
يحتوي المربى عادة على كل من عصير ولحم الفاكهة أو الخضار،  على الرغم من أن كتاب طبخ واحد يعرفها على أنها هريس مطبوخ ومهروس. يشير مصطلح «المربى» إلى منتج مصنوع من فواكه كاملة مقطعة إلى قطع أو مطحونة، ثم يتم تسخينه بالماء والسكر لتنشيط البكتين قبل وضعه في حاويات:
رأي Berolzheimer هو أن «المربى عادة ما تكون مصنوعة من اللب وعصير فاكهة واحدة، بدلاً من مزيج من عدة فواكه. يتم استخدام التوت والفواكه الصغيرة الأخرى بشكل متكرر، على الرغم من أن الفواكه الكبيرة مثل المشمش أو الخوخ أو الخوخ المقطعة إلى قطع صغيرة أو مطحونة تستخدم أيضًا للمربى. المربى الجيد له تناسق ناعم حتى بدون قطع مميزة من الفاكهة، ولون مشرق، ونكهة فاكهة جيدة، وقوام شبه جيلي سهل الانتشار ولكن ليس به سائل مجاني». - Berolzheimer R (ed) وآخرون. (1959) 
البكتين هو في الأساس حمض D-galacturonic متصل برباطات جليكوسيدية α (1-4). قد تحتوي السلاسل الجانبية للبكتين على كميات صغيرة من السكريات الأخرى مثل L-fructose و D-glucose و D-mannose و D-xylose. في المربى، يثخن البكتين المنتج النهائي عن طريق الربط المتقاطع لسلاسل البوليمر الكبيرة.
مربى المجمد غير مطبوخ (أو ينضج أقل من 5 دقائق)، ثم يتم تخزينه مجمداً. إنه مشهور في أجزاء من أمريكا الشمالية لمذاقه الطازج للغاية.
وصفات بدون البكتين المضافة استخدم البكتين الطبيعي في الفاكهة لتثبيته. تارت التفاح والحامض العليق، التوت البري، الكشمش، الكشمش، العنب كونكورد، لينة الخوخ، والسفرجل تعمل بشكل جيد في وصفات دون البكتين المضافة.
الفواكه الأخرى، مثل المشمش والتوت الأزرق والكرز والخوخ والأناناس والتوت والراوند والفراولة منخفضة في البكتين. من أجل وضعها، أو هلام، يجب أن يتم دمجها مع واحدة من ثمار البكتين الأعلى أو استخدامها مع البكتين المنتج تجاريًا أو محليًا. يقلل استخدام البكتين المضاف من وقت الطهي.
يتم تصنيف مربى الفاكهة في كندا إلى نوعين: مربى الفاكهة ومربى الفاكهة مع البكتين. يحتوي كلا النوعين على فاكهة أو لب الفاكهة أو فواكه معلبة ويتم غليهما بالماء ومكون التحلية . يجب أن يحتوي كلاهما على 66٪ من المواد الصلبة القابلة للذوبان في الماء. قد يحتوي مربى الفاكهة ومربى الفاكهة مع البكتين على مادة حافظة من الفئة الثانية أو عامل ضبط الأس الهيدروجيني أو عامل مضاد للرغوة .
على الرغم من أن كلا النوعين من المربى متشابهان جدًا، إلا أن هناك بعض الاختلافات في نسبة الفاكهة، إضافة البكتين والحموضة المضافة. يجب أن يحتوي مربى الفاكهة على ما لا يقل عن 45٪ من الفاكهة وقد يحتوي على البكتين المضاف لتعويض مستوى البكتين الطبيعي الموجود في الفاكهة 
يتم إنشاء المربى بغلي الفاكهة أو لب الفاكهة أو الفاكهة المعلبة بالماء وإضافة مكون التحلية. في كندا، يجب أن يحتوي المربى على 45 ٪ على الأقل من الفاكهة المسماة و 66 ٪ من المواد الصلبة القابلة للذوبان في الماء. قد يحتوي المربى على كميات صغيرة من البكتين أو تحضير البكتين أو المكونات الحمضية إذا كان هناك نقص في البكتين الطبيعي.
في بعض أجزاء من روسيا وجورجيا، يتم حصاد مخاريط الصنوبر غير الناضجة في أواخر الربيع وغليها لصنع مربى لاذع حلو.

### حفظ
حفظ مربى الفاكهة بكاملها،  هو المحافظة التي مصنوعة من الفواكه مطهي في السكر. تحظى محاصيل الفاكهة التقليدية التقليدية بشعبية خاصة في أوروبا الشرقية (روسيا وأوكرانيا وروسيا البيضاء) حيث يطلق عليها varenye ، وهي منطقة بحر البلطيق حيث تُعرف باسمها الأصلي في كل دولة ((بالليتوانية: uogienė)‏ ، (باللاتفية: ievārījums)‏ ، (بالإستونية: moos)‏ ، (بالرومانية: dulceață)‏)، وكذلك في العديد من مناطق غرب ووسط وجنوب آسيا، حيث يشار إليها باسم المربع . في بعض أجزاء أوروبا الشرقية، يتم عمل نسخة أخرى تسمى slatko ؛ في صربيا وكرواتيا، يتم تقديم ملعقة للضيوف.
في كثير من الأحيان يمكن أن يكون صنع المحافظين أكثر صعوبة من صنع مربى قياسي؛ يتطلب الطهي أو ينقع في بعض الأحيان خليط السكر الساخن لفترة كافية فقط للسماح باستخراج النكهة من الفاكهة،  والسكر لاختراق الفاكهة؛ وعدم الطهي لفترة طويلة بحيث تتفكك وتتسرب الثمرة. يمكن تحقيق هذه العملية أيضًا عن طريق نشر السكر الجاف على الفاكهة النيئة في طبقات، وتركها لعدة ساعات لتنقع في الفاكهة، ثم فقط تسخين الخليط الناتج فقط للوصول إلى نقطة الإعداد. نتيجة لهذا الحد الأدنى من الطهي، فإن بعض الفاكهة ليست مناسبة بشكل خاص للتحضير إلى كونسولات، لأنها تتطلب الطهي لفترات أطول لتجنب مشاكل مثل الجلود القاسية. الكشمش والتوت، وعدد من الخوخ من بين هذه الفاكهة.
بسبب فترة الطهي الأقصر هذه، لن يتم إطلاق الكثير من البكتين من الفاكهة، وعلى هذا النحو، فإن التحفظات (خاصة المواد المحفوظة محلية الصنع) ستكون أحيانًا أكثر نعومة قليلاً من بعض المربيات.
يقول تعريف بديل أن المواد المحفوظة محفوظة من مزيج من الفواكه أو الخضار. قد تحتوي المواد المحفوظة أيضًا على الفواكه المجففة أو المكسرات.
هي برتقال إشبيلية الإسباني، Citrus aurantium var. aurantium ، الثمينة بسبب محتواه العالي من البكتين، والذي يعطي مجموعة جيدة. يتميز القشر بمذاق مر مميز يضيفه إلى الحافظة. في أمريكا، مربى البرتقال حلو.

### إنتاج
بشكل عام يتم إنتاج المربى عن طريق أخذ فواكه أو لب نبات مهروس أو مفروم وغليها بالسكر والماء. تختلف نسبة السكر والفاكهة وفقًا لنوع الفاكهة ونضجها، ولكن نقطة البداية التقريبية هي أوزان متساوية لكل منها. عندما يصل الخليط إلى درجة حرارة 104،  يتفاعل الحمض والبكتين في الفاكهة مع السكر، وسيبدأ انحشار المربى في التبريد. ومع ذلك، يعمل معظم الطهاة عن طريق التجربة والخطأ، مما يجعل الخليط " يغلي سريعًا ويراقب لمعرفة ما إذا كانت كتلة الغليان تغير النسيج، وإسقاط عينات صغيرة على طبق لمعرفة ما إذا كانت تعمل أم تم ضبطها.
عادة ما يتم إنتاج المربى المنتجة تجاريًا باستخدام إحدى الطريقتين. الأول هو طريقة المقلاة المفتوحة، وهي في الأساس نسخة أكبر من الطريقة التي يستخدمها صانع مربى المنزل. هذا يعطي نكهة تقليدية، مع بعض الكراميل من السكريات. تتضمن العملية التجارية الثانية استخدام وعاء فراغ، حيث يتم وضع المربى تحت فراغ، مما يؤدي إلى تقليل درجة حرارة الغليان إلى ما بين 65 و 80 درجة مئوية حسب الوصفة والنتيجة المرجوة. تسمح درجة حرارة الغليان المنخفضة بإخراج الماء كما هو الحال عند استخدام طريقة المقلاة المفتوحة التقليدية، ولكن مع فائدة إضافية تتمثل في الاحتفاظ بالمزيد من مركبات النكهة المتطايرة من الفاكهة، ومنع كراميل السكريات، وبالطبع تقليل الطاقة الإجمالية اللازمة لصنع المنتج. ومع ذلك، بمجرد التخلص من الكمية المطلوبة من الماء، لا يزال من الضروري تسخين المربى لفترة وجيزة.
أثناء التعبئة التجارية، من الشائع استخدام اللهب لتعقيم حافة الجرة وغطائها لتدمير أي الخمائر والعفن التي قد تسبب التلف أثناء التخزين. عادة ما يتم حقن البخار مباشرة قبل الغطاء لخلق فراغ مما لى منع التلف ويسحب زر الأمان الواضح للعبث عند استخدامه.

#### التعبئة والتغليف
تعتبر الجرار الزجاجية أو البلاستيكية طريقة فعالة لتخزين المربى. على الرغم من أن السكر يمكن أن يبقى لفترة طويلة للغاية، فإن احتوائه في برطمان مفيد أكثر بكثير من الطرق القديمة. تشمل الطرق الأخرى لمربى التعبئة والتغليف، العلب والعبوات البلاستيكية، المستخدمة بشكل خاص في صناعة الخدمات الغذائية للحصص الفردية. عادةً ما تكون المواد المحفوظة للفاكهة ذات نشاط مائي منخفض ويمكن تخزينها في درجة حرارة الغرفة بعد الفتح.

## التعاريف القانونية

### تعريفات إدارة الاغذية والعقاقير الأمريكية
نشرت إدارة الغذاء والدواء الأمريكية (FDA) معايير الهوية في 21 CFR 150، وتعامل المربى والمحافظة على أنها مترادفة، ولكنها تميز الهلام عن المربى والمحميات. كل هذه منتجات فواكه مطبوخة وبكتينية، ولكن الهلام يعتمد بشكل كامل على عصير الفاكهة أو السوائل الأخرى.

### اللوائح الكندية
بموجب لوائح المنتجات المصنعة (اتفاقية حقوق الطفل، ج 291)، يتم تعريف المربى والهلام والمربى والحمضيات والمربيات. يجب أن يحتوي كل منها على نسبة مئوية دنيا من الفاكهة المسماة ونسبة دنيا من المواد الصلبة الذائبة في الماء. الهلام "هو المنتج المصنوع بغلي عصير الفاكهة أو عصير الفاكهة المركزة الخالي من البذور ولب بالماء ومكون التحلية حتى يكتسب اتساقًا هلاميًا.

### توجيهات الاتحاد الأوروبي بشأن المربى
في الاتحاد الأوروبي، حدد توجيه المربى (توجيه المجلس 79/693 / EEC ، 24 يوليو 1979)  معايير دنيا لكمية «الفاكهة» في المربى، ولكن تم توسيع تعريف الفاكهة ليأخذ في الحسبان عدة أشياء غير عادية أنواع المربى المصنوعة في الاتحاد الأوروبي. لهذا الغرض، تعتبر «الفاكهة» تشمل الفاكهة التي لا يتم معالجتها عادةً بمعنى الطهي مثل الفواكه، مثل الطماطم والخيار واليقطين؛ الفاكهة التي لا تصنع عادة في المربيات؛ والخضروات التي يتم تصنيعها أحيانًا في المربيات، مثل الراوند (الجزء القابل للأكل من السيقان) والجزر والبطاطا الحلوة. .
يخضع المربى الإضافي لقواعد أكثر صرامة إلى حد ما تضع معايير أعلى للحد الأدنى من محتوى الفاكهة (45٪ بدلاً من 35٪ كقاعدة عامة، ولكنها أقل لبعض الفواكه مثل redcurrants و blackcurrants)، بالإضافة إلى تحديد استخدام الفاكهة غير المركزة.
وبالمثل يحدد الهلام الإضافي أن كمية عصير الفاكهة أو المستخلصات المائية المستخدمة في صنع 1000 جرام من المنتج النهائي يجب ألا تقل عن تلك المنصوص عليها لتصنيع المربى الإضافي.

## المعلومات الغذائية
الـمربى منتوج غذائي صناعي، يتم تحضيره باستعمال أنواع مختلفة من الفواكه، وعادة ما تكون من الفواكه الموسمية سريعة التلف، حيث يتم تحويلها إلى مربى كوسيلة لحفظها.
يختلف المربى عن المرملاد والهلام من حيث المكون الأساسي، حيث أن المربى يصنع من الفاكهة نفسها والتي تحوي البكتين الذي يعمل على تكثيف قوام المربى كنتيجة لتفاعله مع السكر وحمض الفاكهة في حرارة عالية.
والمربى هو إحدى وسائل حفظ الفاكهة وتخزينها، وذلك بسبب كمية السكر العالية التي تضاف إليه عند طبخه، وهو ما يساعد على تخزينه وحفظه في درجة حرارة الغرفة لفترات طويلة تصل لأشهر، وفي حال كانت كمية السكر قليلة أو إن لم يتم طبخ المربى جيداً فإنه يتوجب تبريده لحفظه من التلف. وتعد بلاد الشام وبالأخص سوريا من أكثر الدول إنتاجاً للمربى.
تحتوي كل ملعقة كبيرة من المربّى (20غ)، بحسب وزارة الزراعة الأميركية على القيم الغذائية التالية:
- السعرات الحرارية: 56
- الدهون: 0
- دهون مشبعة: 0
- الكاربوهيدرات: 13.77
- الألياف: 0.2
- البروتينات: 0.07
- الكولسترول: 0

## أنواع المربى
من أشهر أنواع المربى نجد مربى السفرجل، مربى التين، مربى المشمش، مربى الفراولة، مربى الكرز، مربى توت، مربى كباد، مربى الباذنجان، مربى القرع(اليقطين)، مربى التفاح وغيرها.

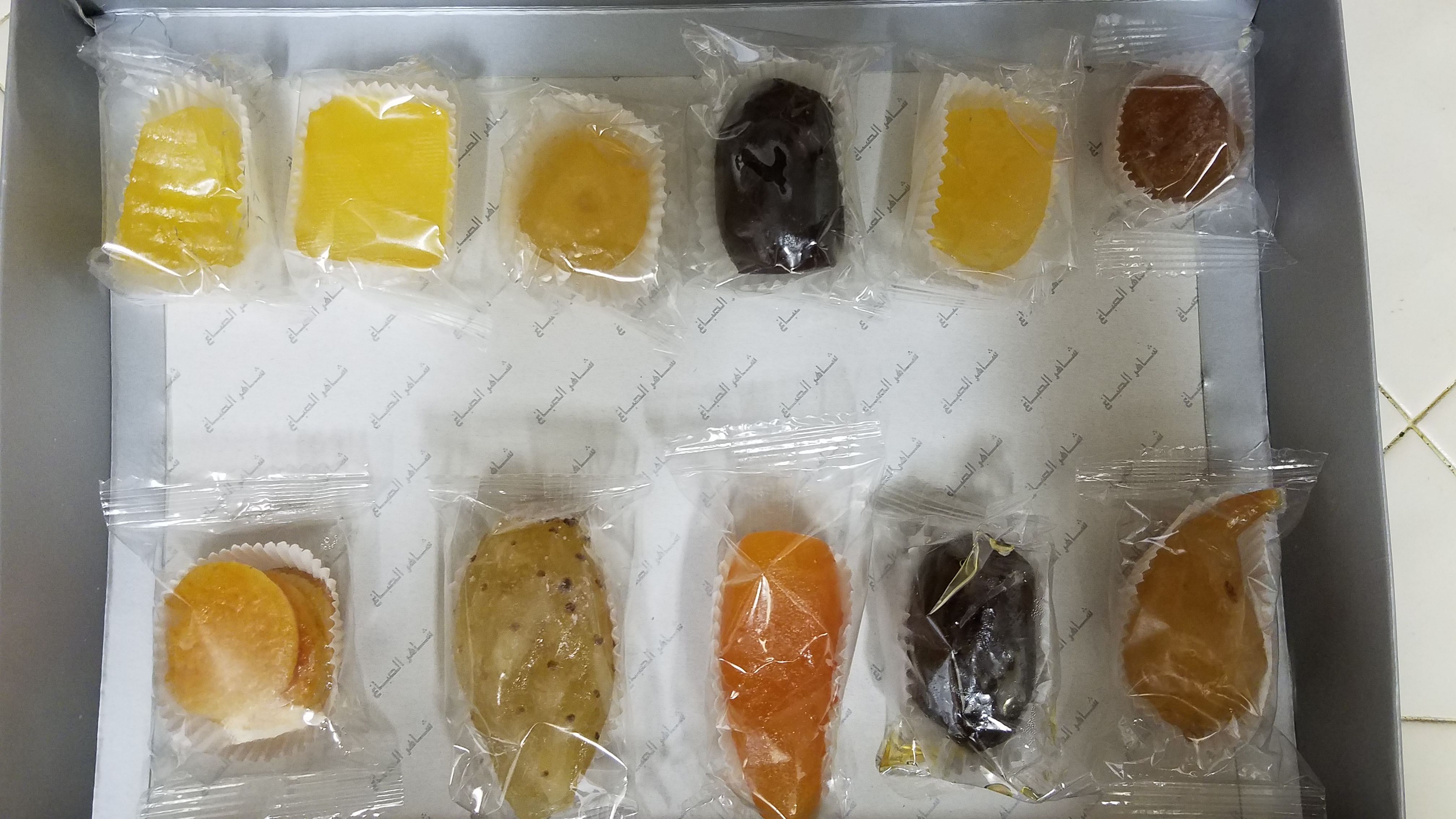

### معجون الفاكهة
نوع من المربى قابل للدهن بدون «قطع» وخالٍ من السكر المضاف والمحليات.

### مربى البرتقال

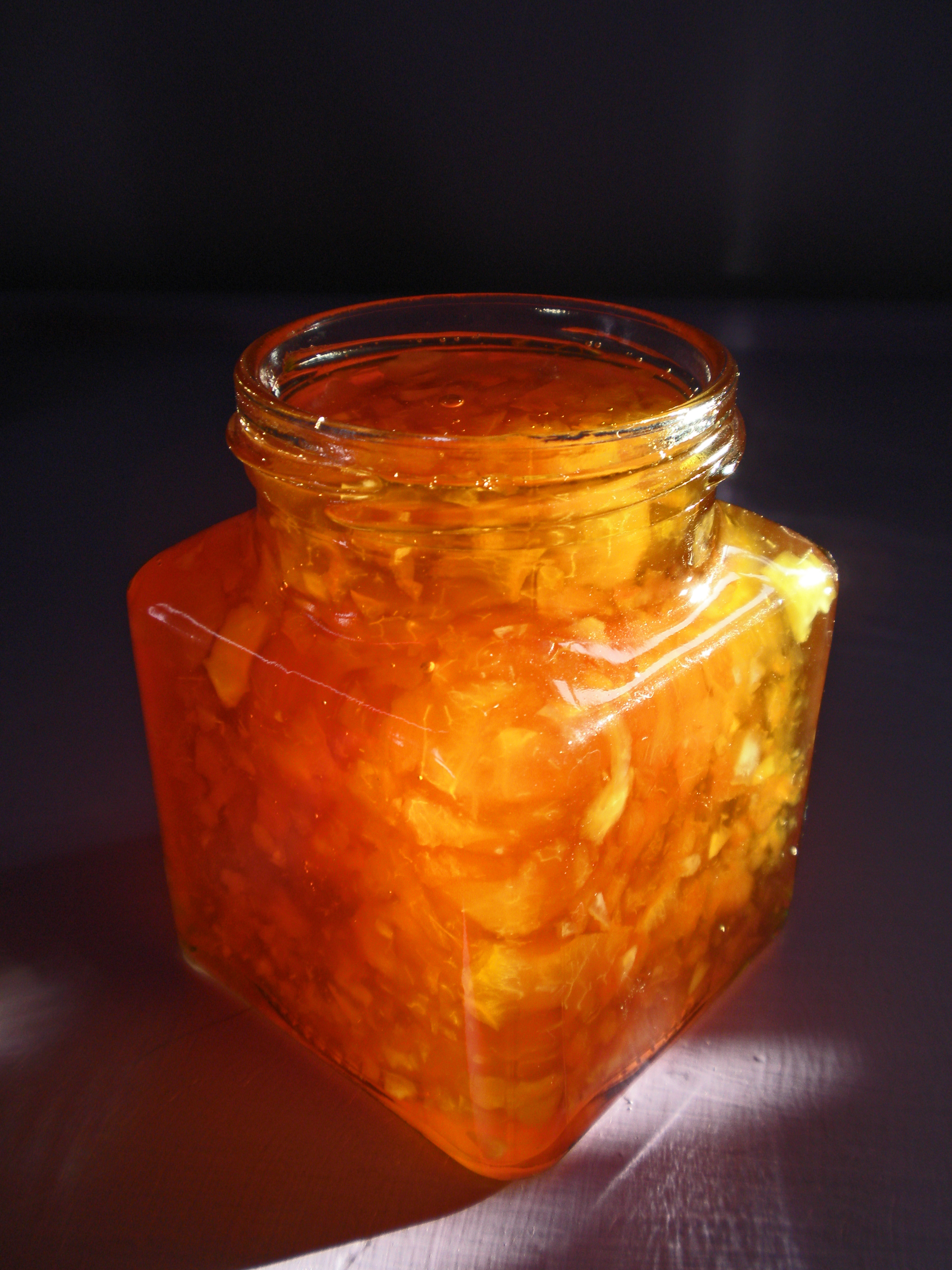
مربى اللغة الإنجليزية محلية الصنع

المرملاد هو مربى فاكهة مصنوع من عصير وقشر الحمضيات المغلية بالسكر والماء. يمكن إنتاجه من الليمون والليمون والجريب فروت واليوسفي والبرتقال الحلو والبرغموت والفواكه الحمضية الأخرى أو أي مزيج منها. يتميز المربى بشكل عام عن المربى من خلال احتوائه على قشر الفاكهة.
إن الحمضيات المعيارية لإنتاج مربى البرتقال في بريطانيا هي برتقال إشبيلية الإسباني، Citrus aurantium var. aurantium ، الثمينة بسبب محتواه العالي من البكتين، والذي يعطي مجموعة جيدة. يتميز القشر بمذاق مر مميز يضيفه إلى الحافظة. في أمريكا، مربى البرتقال حلو.
مربى الفيريناي
هي كلمة روسية وتعني فاكهة محفوطة تقليدية منتشرة بشكل كبير في أوروبا (روسيا، وأوكرانيا، وبيلاروسيا) وأيضا في منطقة البلطيق (تنطق بالليتوانية: يوجيني (مربي)، وباللاتيفية: ايانمافيوس (مربي) وبالأستونية: مووزس).
تصنع بطهي التوت مع فواكه أخرى أو نادرا مكسرات، وخضراوات، أو زهور في شراب السكر، وفي بعض الوصفات التقليدية تستخدم محليات أخرى كعسل النحل أو دبس السكر بالإضافة  للسكر.
الفيريناى هي شبيهة للمربي بإستثناء أن الفاكهة منقوعة، ولينة، ولا يضاف عوامل للتبلور. وهي تتميز بسيرب ثقيل وشفاف باللون الطبيعي للفاكهة المستخدمة فيها.

## فوائد المربى
1-تحتوى المربى على نسبة عالية من السكريات والفواكه الغنية بالفيتامينات والعناصر الغذائية التي تمد الجسم بالنشاط والحيوية وتساعد على علاج النحافة لذلك ينصح دائما بإعطائها للأطفال ومرضى النحافة.
2- نظرا لاحتوائها على كمية كبيرة من الفيتامينات فهى تعمل على تعزيز صحة العظام والعضلات والوقاية من هشاشة العظام.
3-تعمل على الحفاظ على صحة القلب والأوعية الدموية وتحد من خطر الإصابة بالنوبات القلبية.
4- تعزز صحة البشرة وتعزز نضارتها وجمالها.
5- تحتوى المربى على بعض الفيتامينات التي تحافظ على صحة الجهاز الهضمى وحمايته من الاضطرابات وعسر الهضم.
6- تساعد على نمو الاطفال بشكل صحى وذلك لاحتوائها على الفواكه الصحية.

## هوامش
1. ↑  Berolzheimer, pp. 826–829
2. ↑  Berolzheimer, pp. 831–832